# 有馬隼人
有馬 隼人（ありま はやと、1977年10月29日 - ）は、フリーアナウンサー、アメリカンフットボール実況・解説者、アメリカンフットボール元選手（QB）、元TBSアナウンサー。グリーンメディア所属。身長178cm、体重78kg、左投げ。現在、アナウンサー業を行いつつ、Xリーグ・オリエンタルバイオシルバースターでヘッドコーチを務めている。

## 人物・略歴

### 大学以前
広島県福山市生まれ。家族構成は、両親と2人の姉がいる。父親は鹿児島県出身。福山市立蔵王小学校在学中は、蔵王スイミングスクールに通っていた。9歳の時、大阪府豊中市に転居。中学時代はバスケットボール部所属だった。大阪府立箕面高等学校在学中にアメリカンフットボールを始め、QBとして活躍。投げ手は左手。3年生時の春季、西宮ボウル（大阪府選抜-兵庫県選抜）等で注目を集める。秋の高校アメリカンフットボール選手権大会では、奇跡的な逆転勝利などを数々演出し「箕面現象」とも言われた快進撃で準決勝へ進む。スポーツ推薦制度のない公立高校の準決勝進出は快挙であり、関西フットボール界の大きな話題となったが、関西学院高等部に敗れ、公立校初のクリスマスボウル出場はならなかった。

### 大学時代
関西学院大学商学部に進み、アメリカンフットボール部に入部。1996年の秋季リーグ戦で1年生ながらスターターQBに起用され、話題となる。2、3年時は不振でスターターを外れるが、西宮ボウルでは関西学生オールスターに選出され、近畿大の高橋幸史（のち松下電工）の控えながら軽妙にパスを決めて存在感を示す。最終学年となった1999年、春季、アサヒ飲料との神戸ボウルでレギュラーが負傷したことから途中出場し、40ヤード以上のランを2回記録、エースに復帰した。ゲームで安定したクォーターバッキングを見せ、スターターQBの座を奪回。秋季リーグ戦も、第6節の立命館大戦こそゲーム序盤で相手タックルを受け戦列を離れたが、リーグ戦を通じて終始安定した試合運びで全勝優勝に導き、関西学生リーグの最優秀選手に選ばれる。正確なパスコントロールで、パス成績は他を大きく引き離しての1位だった。大きな放物線軌道を描くロングパスは毎日放送のリーグ戦ダイジェスト番組『FLASHBOWL SERIES ハイライト』の司会者ヒロ寺平に「パラボリック・パス」と命名された。その後、第54回毎日甲子園ボウルで法政大に52-13で快勝し、1993年以来チーム4度目のライスボウル出場を決める。自身も甲子園ボウル出場は1997年、1999年の2回甲子園ボウルに出場し、年間最優秀選手であるミルズ杯を獲得した。しかし、日本一に挑んだ第53回ライスボウルでは社会人チーム代表アサヒビールシルバースターに17-33で敗れ、日本一の夢を果たせぬまま選手生活を一旦終える。
この時期から、何度かメディア出演の経験があり、毎日放送、朝日放送のテレビ、ラジオに出演経験がある。

### 社会人以後
関西学院大学商学部卒業後、2001年4月、TBS（当時の東京放送）にアナウンサー36期生として入社。主に週末の番組でスポーツキャスターを務めたほか『はなまるマーケット』でも注目を集めたが、アメリカンフットボールへの情熱を捨て切れず、2004年3月にアサヒビールのトライアウトに合格、6月に在職3年で同社を退社。一般企業に転職した。
立命館大学出身の東野稔のドキュメントによると、アナウンサー時代から収入が3分の1に減ったという。また、復帰した理由としては、2001年度に母校が日本一になったことを理由に挙げている。
TBS在職中も社会人チーム三井物産シーガルズに籍は置いていたが、退社後は選手として本格的に復帰。奇しくもライスボウルで対戦したアサヒビールシルバースターに入団。アリーナフットボールの日本選抜チーム「サムライウォリアーズ」でもプレーした。2008年、アサヒ飲料チャレンジャーズに移籍。同年GAORAで放送されたドキュメンタリー番組『激動の有馬隼人』によると、同チームに所属し共にGAORAでNFL中継を担当する河口正史からの誘いもあったという。2010年シーズンはアサヒビールシルバースターに復帰。2012年シーズンをもって選手としての現役生活を終え、翌2013年シーズンからは同チームのオフェンスコーディネーターに転身した。
一方、元アナウンサーという経歴を生かし、テレビのアメフト関連番組への出演機会が多い。NFLやアリーナフットボール中継の実況を皮切りに、『FLASHBOWL SERIES ハイライト』のMC、甲子園ボウル中継のピッチ解説、ライスボウル中継の副音声実況なども務める。なお、甲子園ボウル中継は、全国ネットであったため、間接的な形ではあるものの、古巣のTBSの番組に出演している。
アニメ『アイシールド21』（テレビ東京）では、第45・46話で本人役で声優出演、第52話から第98話まで「有馬隼人のアメフトクリニック」コーナーに出演した。
『LOVEかわさき』（テレビ神奈川）などスポーツ以外の番組にも出演するようになる。
中堅コンビニエンスストアチェーンam/pmの食育や環境に配慮したキャンペーン「カラダにキブンにイイコトクラブ」では「自己管理の達人」として、タレントの安田美沙子などと共に2007年度のオピニオンキャラクターを務めた。
2014年スノーボード選手の平岡卓のマネージメントを行う。
2016年4月14日からTBSラジオ『伊集院光とらじおと』の木曜アシスタント(後述のニュース番組を担当している関係で、2019年3月に卒業)、4月15日から同番組の金曜版『有馬隼人とらじおと山瀬まみと』のメインパーソナリティを担当。長らく古巣のTBSの番組にはテレビ、ラジオともなかったが、久々の出演となる。
2017年10月からは、『TOKYO MX NEWS』の平日夕方のメインキャスターを2020年3月まで担当していた。
2020年5月には「Stay Home Tournament [MADDEN]」の実況を担当。Eスポーツの実況デビューを果たした。
2020年9月に『有馬隼人とらじおと山瀬まみと』（TBSラジオ）が終了し、2021年4月から、ベイエフエムで、朝の情報番組『AWAKE』のDJを月曜日から木曜日で務める。。
このようなメディアへの出演と並行して、2017年からはアサヒビールシルバースターのヘッドコーチとして指揮を執る。

## 著書
- 有馬隼人の楽しい!はじめてのアメフト（ベースボール・マガジン社、2005年8月）ISBN 4583038607

## 主な出演

### 現在
- NFL中継（日テレジータス） - 実況、解説担当(現在はbayfmのラジオ番組と重ならない程度に出演)
- AWAKE (bayfm) (2021年4月1日 - ) - DJ（月曜〜木曜担当）[14]

### 過去

#### TBSアナウンサー時代
出典：「TBSアナウンサー名鑑」2004年版
- 各種スポーツ中継（野球・陸上など）
- 都民ニュース
- ブロードキャスター（2003年3月 - 2004年3月）
- スーパーサッカー"PLUS"
- J-SPORTS
- はなまるマーケット（「クイズママダス」「はなまるビビット」など）
- 発表!第36回日本有線大賞（2003年）
- 森本毅郎・スタンバイ!（「スポーツスタンバイ」）
- 講談社 ラジオブックス

#### TBS退社後
- NFL中継- 実況・解説担当
  - GAORA（2004年 -2015年 ）
  - NFL on 日テレG+（2007年 - ） - 日曜日開催分の実況もしくは、解説を担当。(サーズデーナイトフットボールについては、TBSラジオ「有馬隼人とらじおと山瀬まみと」に出演している関係で、出演していなかったが、当番組が終了後の、2020年10月以降、再開している。)
  - DAZN (2017年 - ）- 月曜日開催分(マンデーナイトフットボール)の実況を担当。
- アリーナフットボール（EXスポーツ（2005年 - 2006年）） - 実況・解説担当
- 『FLASHBOWL SERIES ハイライト』（GAORA（2007年 - ）） - MC
- 毎日甲子園ボウル中継（毎日放送ほかTBS系列（2004年 - 2008年）
- NHK-BS1（2009年 - ）） - ピッチ解説（2010年度は放送席解説者）
- ライスボウル中継（NHK Eテレ（2008年 - ）） - 解説・副音声実況・レポーターを担当
- IAAFダイヤモンドリーグ(日テレジータス)- 実況担当
- 魔女たちの22時（日本テレビ）
- アイシールド21（テレビ東京）
- LOVEかわさき（テレビ神奈川） - レギュラーキャスター
- Campus Navi TV（TOKYO MX、JCNの一部グループ局など） - 2009年度はMC&監修、2010年度は監修のみ
- イチハチ（毎日放送）
- NFL倶楽部（日本テレビ） - 不定期、アシスタント役の日本テレビアナウンサー不在時など
- 伊集院光とらじおと（TBSラジオ、2016年4月14日 - 2019年3月28日） - 木曜アシスタント [15]
- たまむすび（TBSラジオ、金曜たまむすび・ヤヨイ化学 presents とにかく壁紙の話、2017年5月5日・12日・19日） - ゲスト
- TOKYO MX NEWS（TOKYO MX）（2017年10月2日 - 2020年3月31日 ） - 平日夕方のメインキャスター
- 有馬隼人とらじおと山瀬まみと（TBSラジオ、2016年4月15日 - 2020年9月25日） - 金曜メインパーソナリティ [15]
- TBSラジオショッピング　お買い得スペシャル（TBSラジオ、2021年、2022年ほか） - 不定期出演 [16][17]
- 日本沈没-希望のひと- 第8話（2021年12月5日、TBS） - ワイドショーMC役 役[18]